# Мезігер
Мезігер (нім. Meesiger) — громада в Німеччині, розташована в землі Мекленбург-Передня Померанія. Входить до складу району Мекленбургіше-Зенплатте. Складова частина об'єднання громад Деммін-Ланд.
Площа — 8,98 км2. Населення становить 241 ос. (станом на 31 грудня 2020).

## Галерея

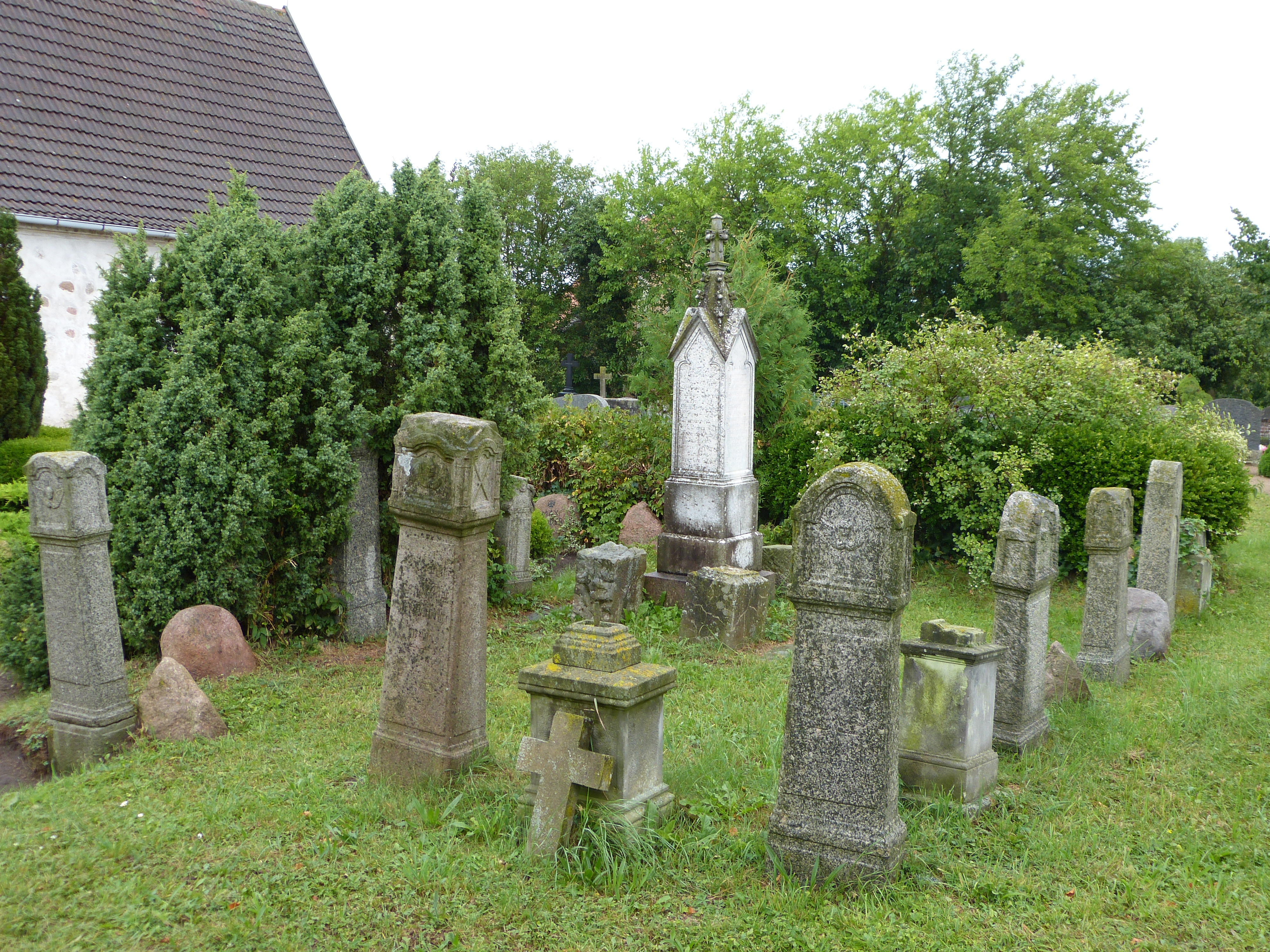